# Törtel
Törtel är en ort i Ungern.   Den ligger i provinsen Pest, i den centrala delen av landet, 80 km sydost om huvudstaden Budapest. Törtel ligger 94 meter över havet och antalet invånare är 4 733.
Terrängen runt Törtel är mycket platt. Runt Törtel är det ganska glesbefolkat, med 47 invånare per kvadratkilometer. Närmaste större samhälle är Abony, 9,1 km nordost om Törtel. Omgivningarna runt Törtel är en mosaik av jordbruksmark och naturlig växtlighet.